# 캐릭터 보컬 시리즈
캐릭터 보컬 시리즈(일본어: キャラクター・ボーカル・シリーズ, Character Vocal: CV 시리즈)는 크립톤 퓨처 미디어가 판매하고 있는 음성 합성·DTM 소프트웨어의 시리즈이다. 2007년 8월 31일 제1탄 “하츠네 미쿠”를 발매하였다. 야마하가 개발한 음성 엔진 “VOCALOID2”를 사용하여 가성 라이브러리 데이터에 성우를 기용하였다. 각 노래마다 캐릭터로 설정하고 있으며, 각각의 제품 이름이 캐릭터의 명칭이기도 하다. 니코니코 동화나 YouTube 등 인터넷에서 주목을 받는다.

## 시리즈
CV01: 하츠네 미쿠
발매: 2007년 8월 31일
성우: 후지타 사키
캐릭터 보컬 시리즈 제1탄. 16세 소녀라는 설정이다.
CV02: 카가미네 린·렌
발매: 2007년 12월 27일
성우: 시모다 아사미
14살이라는 설정이며, 소녀, 소년 버전이 있다. 두 버전 모두 같은 성우의 작품이다. (린이 소녀, 렌이 소년이다.)
CV03: 메구리네 루카
발매: 2009년 1월 30일
성우: 아사카와 유
20세 여성이라는 설정이다.

## 캐릭터의 이용
캐릭터 보컬 시리즈는 소프트웨어 뿐만 아닌 캐릭터로도 많은 인기를 얻었기에 많은 사람들에 의해 2차 창작이 활발히 이루어졌다. 이러한 상황으로, 피아프로는, “피아프로 캐릭터 라이센스”와 그에 근거한 “캐릭터 이용 지침”이 결정되었다. 라이센스의 내용에 따르면 캐릭터를 이용한 비영리 무상의 범위에서 2차 창작 활동을 공식적으로 인정하고 있으며, 비영리 유상 2차 창작물의 배포를 위한 “피아프로 링크”라 하는 구조가 제공되고 있다. 캐릭터의 이미지나 타인의 권리를 침해하는 등의 행위는 규제되고 있다.
이는 캐릭터 보컬 시리즈 뿐만 아닌, 초대 VOCALOID인 “MEIKO”와 “KAITO”도 포함된다.